# Bolet de tinta
El bolet de tinta (Coprinus comatus del grec koprós: fems; del llatí comatus: pelut), també anomenat pixacà barbut, és un bolet comestible de l'ordre dels agaricals.

## Descripció
El barret fa entre 10 i 12 cm de llargària, primer cilíndric o llargament ovoide, i després campanulat, mai aplanat. És de color blanquinós amb nombroses esquames blanques o groguenques en forma de metxe. És molt trencadís i la millor manera d'arrencar-lo és fent girar el barret sobre l'eix del peu. Les làmines són molt nombroses i atapeïdes, el seu color varia des de blanc fins a rosa abans de madurar. Quan comencen a madurar les espores de les làmines s'ennegreixen, es liqüen i deixen anar un suc negre que sembla tinta. El fong adult és negrós. El peu és llarg, prim, cilíndric, separable i fistulós, de 10 a 15 cm d'alçària. De jove és blanc i flocós i quan envelleix és llis i més fosc, amb taques brunes. Porta un anell movible i també blanc. No té gaire carn, amb olor i gust suaus.
El reconegut micòleg Merlin Sheldrake, al seu llibre Entangled Life (2020), explica algunes característiques d’aquest bolet, afirma que les il·lustracions que apareixen al llibre han estat dibuixades amb la seva tinta, i explica com obtenir-la:
“Shaggy ink cap mushrooms (Coprinus comatus), can push their way through asphalt and lift heavy paving stones, although they are not themselves a tough material. Pick an ink cap and you can fry it up and eat it. Leave it in a jar, and its bright white flesh will deliquesce into a pitch-black ink over the course of a few days (the illustrations in this book were drawn with Coprinus ink).” 
(“Els bolets de tinta (Coprinus comatus) poden obrir-se pas a través de l'asfalt i aixecar llambordes pesades, tot i que no són fets d’un material dur. Agafeu un bolet de tinta i podreu fregir-lo i menjar-vos-el. Deixeu-lo en un pot, i la seva carn blanca i brillant es convertirà en una tinta negra ben fosca al cap d'uns dies (les il·lustracions d'aquest llibre van ser dibuixades amb tinta de Coprinus).”)

## Hàbitat
Sol fer-se en terres remogudes, camps i prats, molt freqüent enmig de camins i als seus marges. És més freqüent en sòls adobats.
Surt a la primavera i a la tardor i és molt comú des del litoral fins als Pirineus.

## Gastronomia
És un bon comestible de jove fins i tot cru, quan és totalment blanc, abans que no s'ennegreixi amb la "tinta". Té un gust comparable al del xampinyó. És adequat per fregir. Un cop collit, és aconsellable de separar el peu del barret per alentir el procés de deliqüescència del barret. No és apte per dessecar, puix que es liquifica molt ràpidament.

## Perill de confusió
Cal tenir en compte que és molt similar al bolet de femer, Coprinus atramentarius, que causa enrogiments i malestar general sobretot si es barregen amb begudes alcohòliques. Fins i tot, erròneament, al bolet de tinta també se li diu bolet de femer.

## Altres imatges

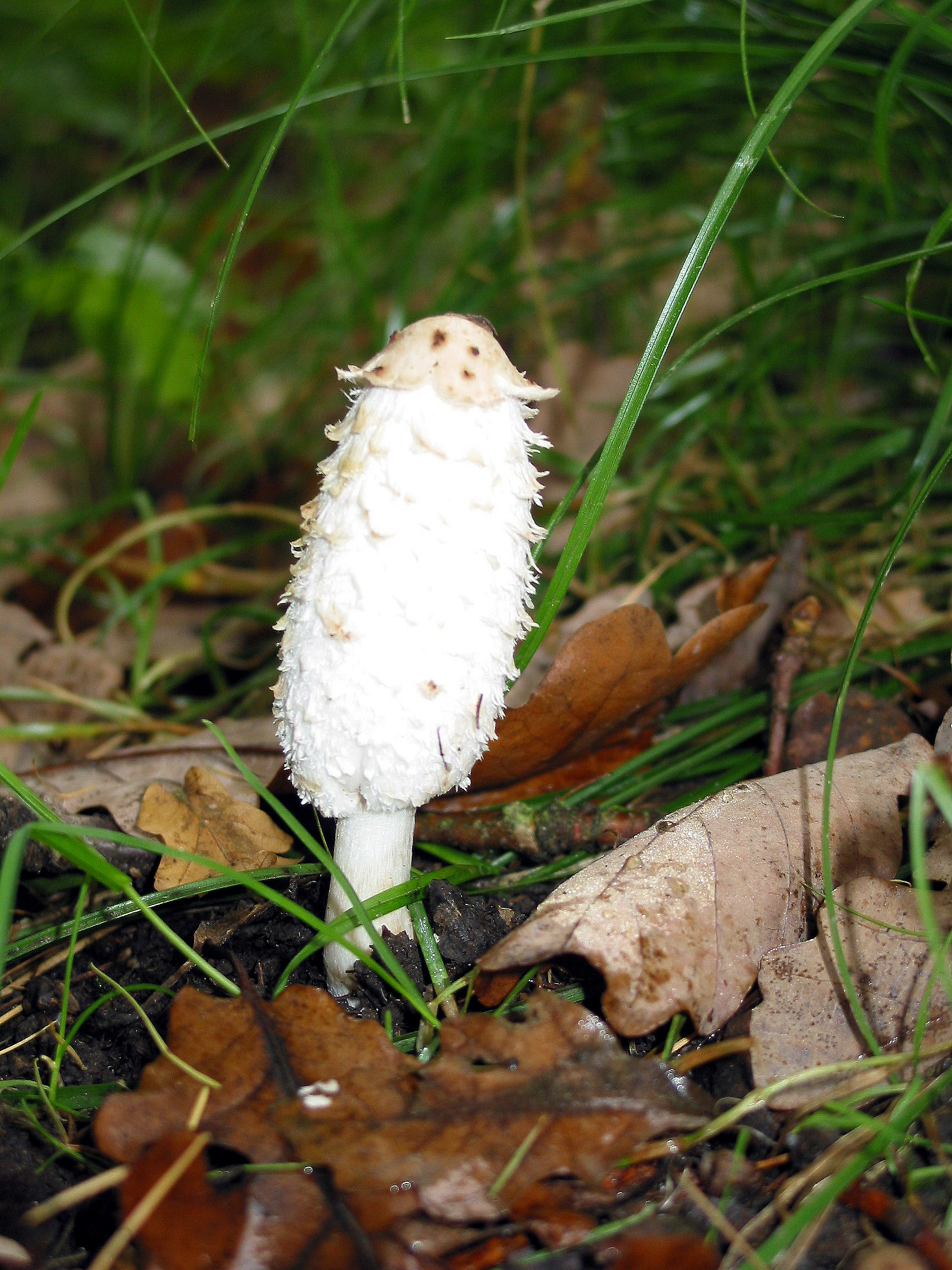
Exemplar jove
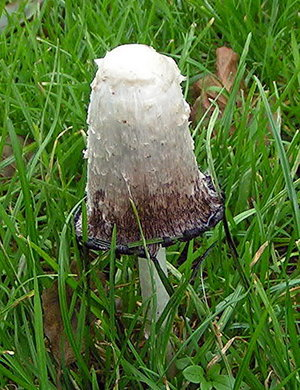
Madur, amb "tinta"
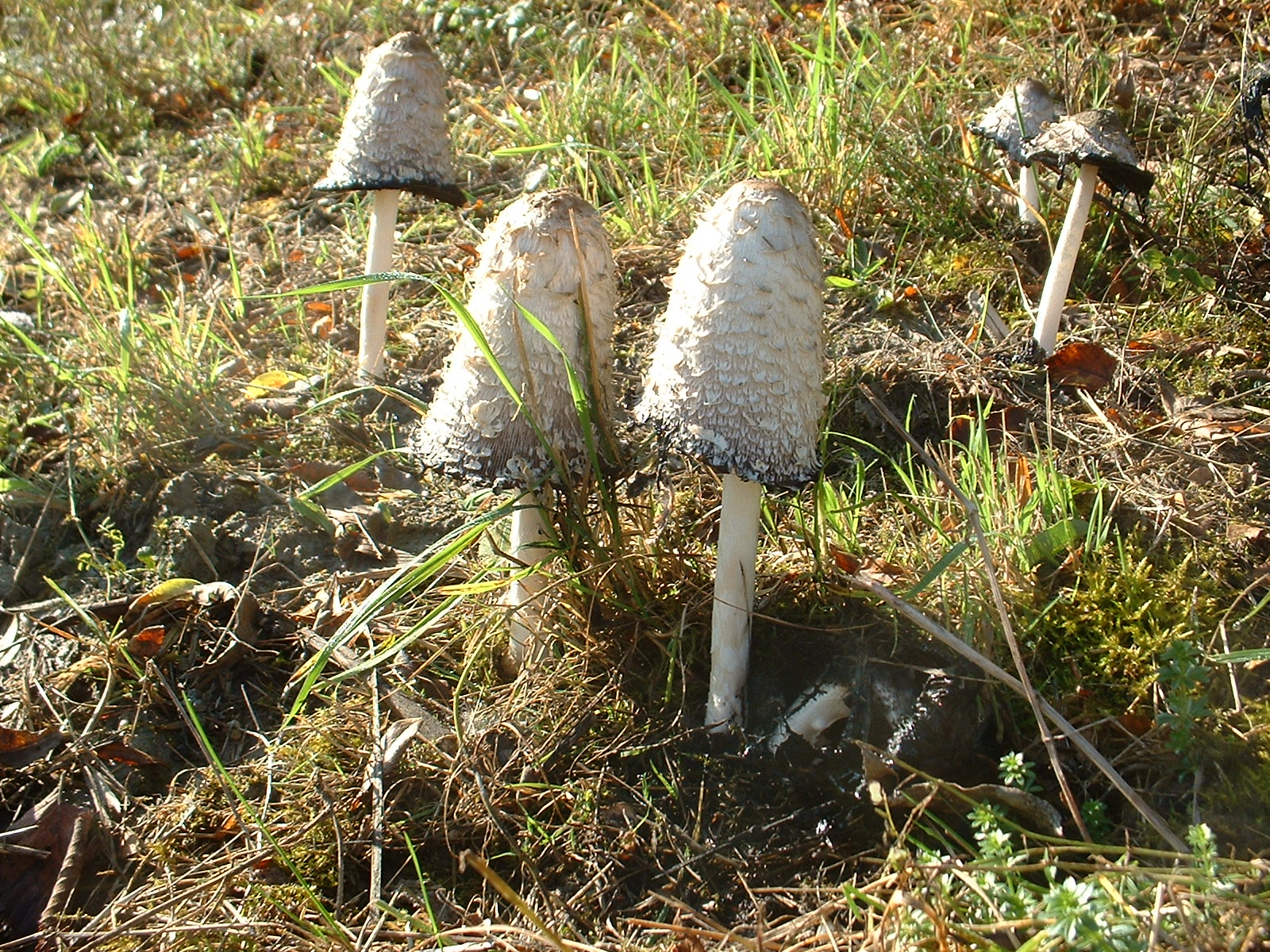
Una colla
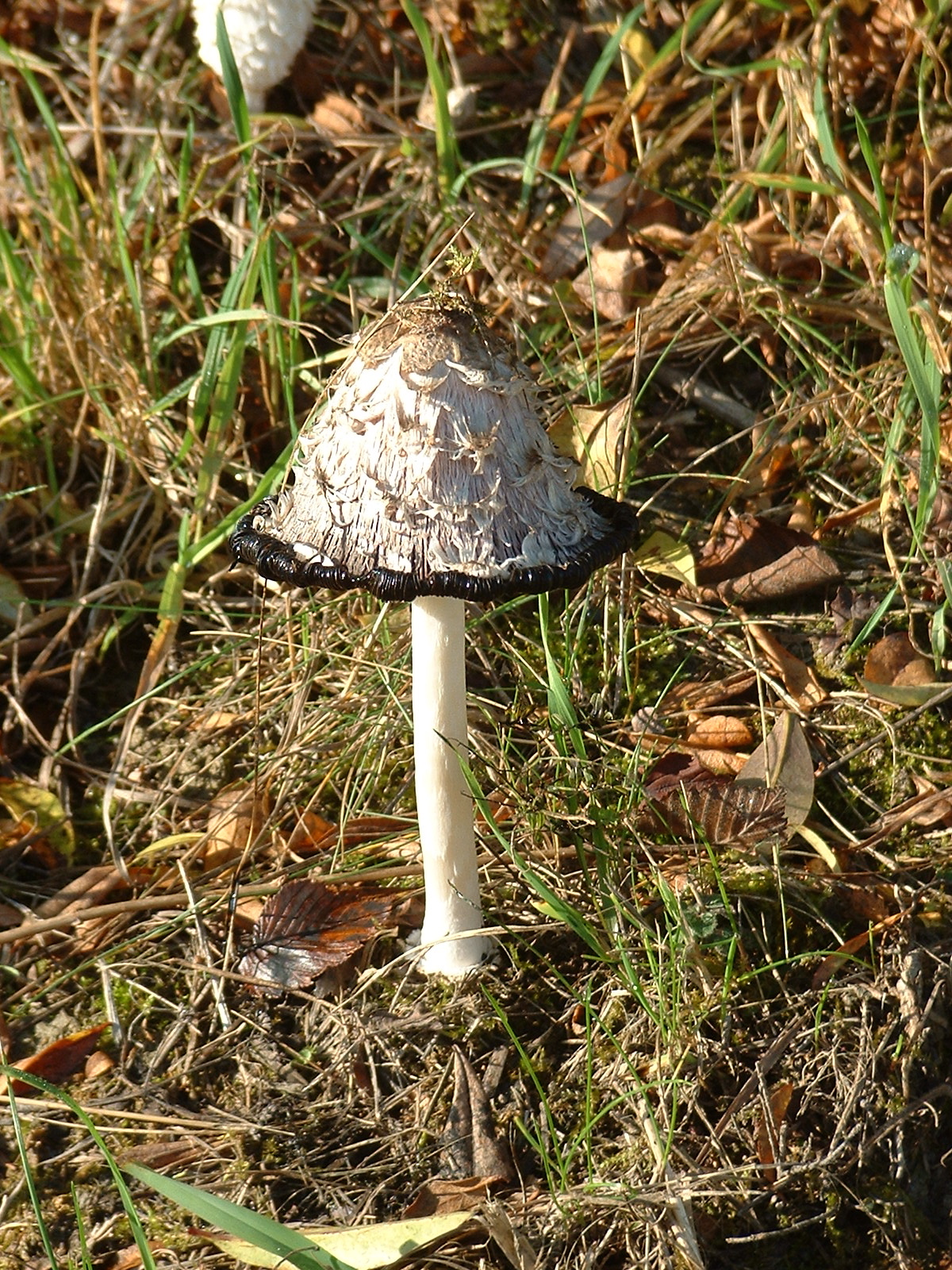
Al final del procés de deliqüescència